# Terebellidae
Terebellidae (лат.) — семейство кольчатых червей отряда Terebellida из подкласса Sedentaria класса многощетинковых. Известно более 650 видов.

## Описание
Теребеллиды — многочисленное и богатое видами семейство часто крупных и заметных морских червей. Обычно они имеют большое количество сегментов, число которых увеличивается с ростом размера животного; у крупных червей может быть более 200 сегментов. Их размер варьирует от 1—2 мм до 300 мм в длину. Как правило, они имеют коренастые тело с большим количеством буккальных щупалец и разветвлёнными или простыми бранхиями. Голые виды лишены бранхий и имеют расширенную щупальцевую мембрану.
Большинство теребеллид живут в норах или расщелинах. Многочисленные, очень длинные щупальца, отходящие от рта, используются для поиска и сбора пищевых частиц с поверхности осадка. Щупальца не втягиваются, как у Ampharetidae. У них пухлые передние части тела и многочисленные сегменты в длинных, конических задних частях тела, в то время как амфаретиды более компактны. У них разветвлённые жабры, расположенные латерально на трёх передних хетигерах, но у подсемейства Thelepodinae жабры состоят из многочисленных простых нитей. У представителей подсемейства Terebellinae средние членики тела расположены в два ряда. В подсемействе Polycirrinae жабры отсутствуют, а простомиум расширен в виде волнистой мембраны, на которой расположены щупальца.
Некоторые из этих червей являются единственными известными фиолетовыми или пурпурными биолюминесцентными животными.
Встречаются в морских глубинах. Обычно они трубчатые, но некоторые живут голыми в придонном осадке. Хотя теребеллиды часто чрезвычайно многочисленны во многих бентосных сообществах, они не используются в качестве приманки для рыб и уж точно не считаются видами-вредителями в индустрии аквакультуры. Как правило, они обитают в незагрязнённых, полностью морских средах.
Теребеллиды — одни из самых распространённых мелководных полихет и встречаются во всех средах. Обычно многочисленные буккальные щупальца не могут быть полностью втянуты в рот. Они обычно желобчатые и используются при избирательном питании отложениями на поверхности. Другие формы могут вытягивать буккальные щупальца в воду и захватывать частицы из воды.

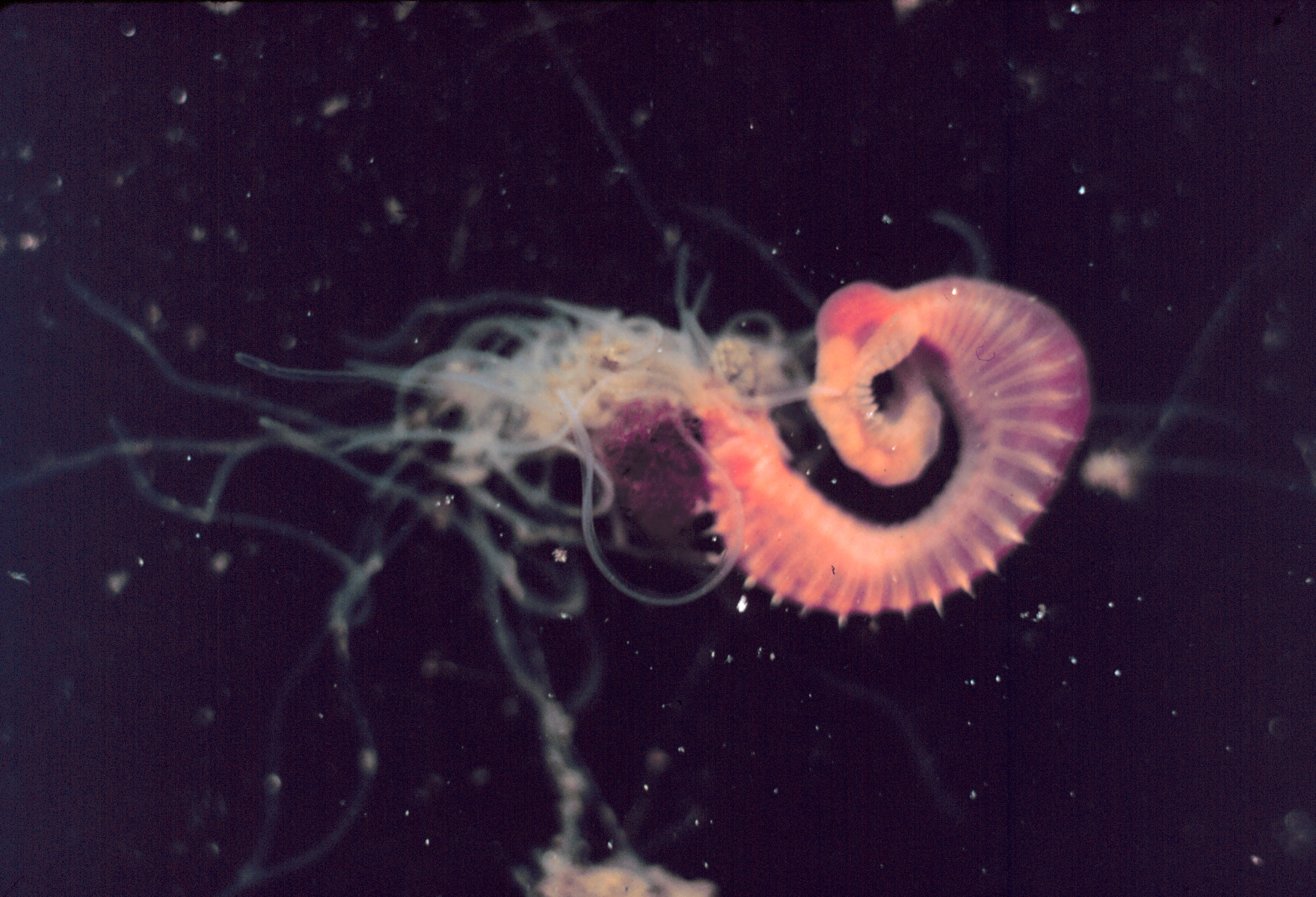
Amphitrite sp.
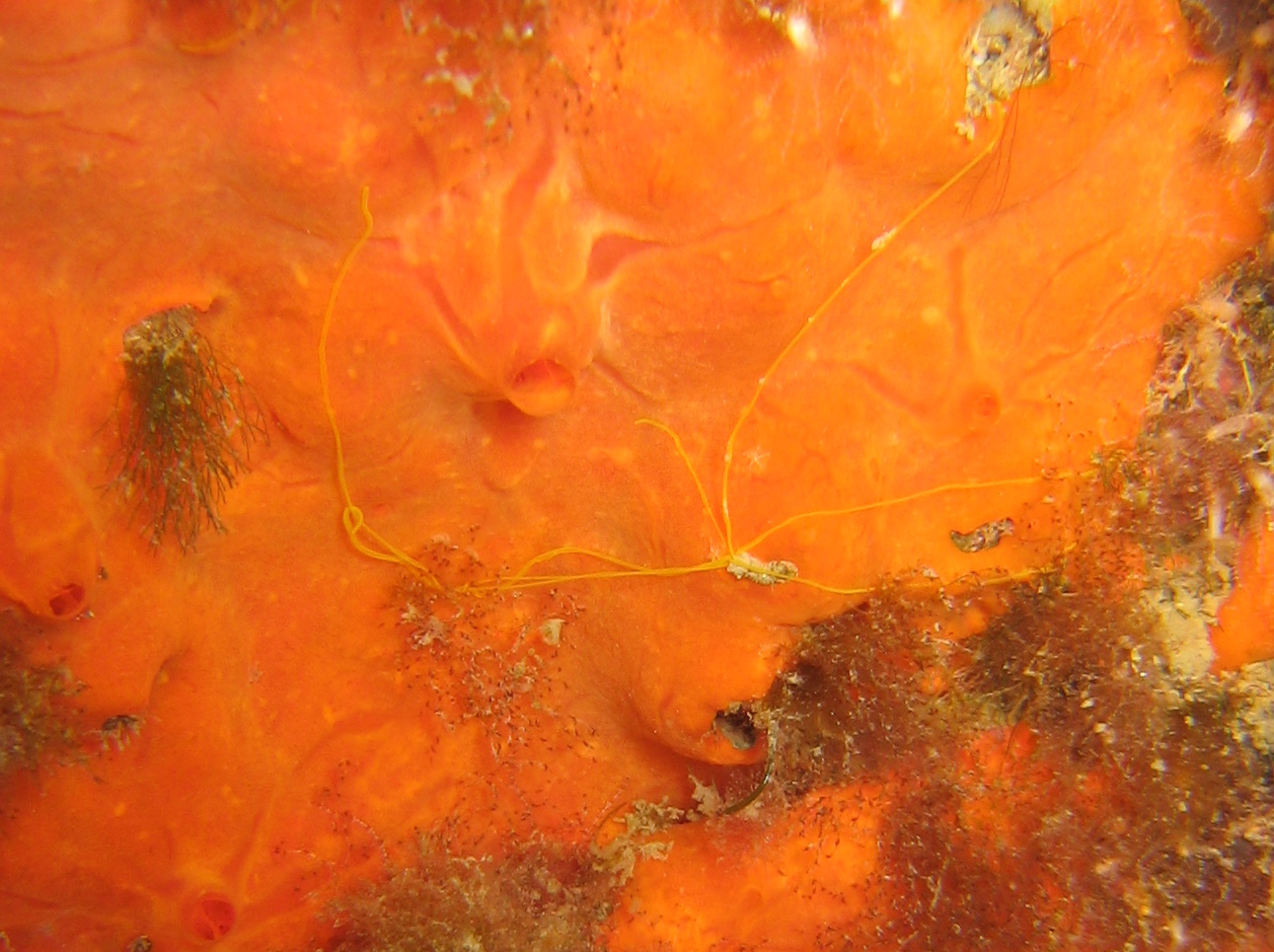
Eupolymnia nebulosa
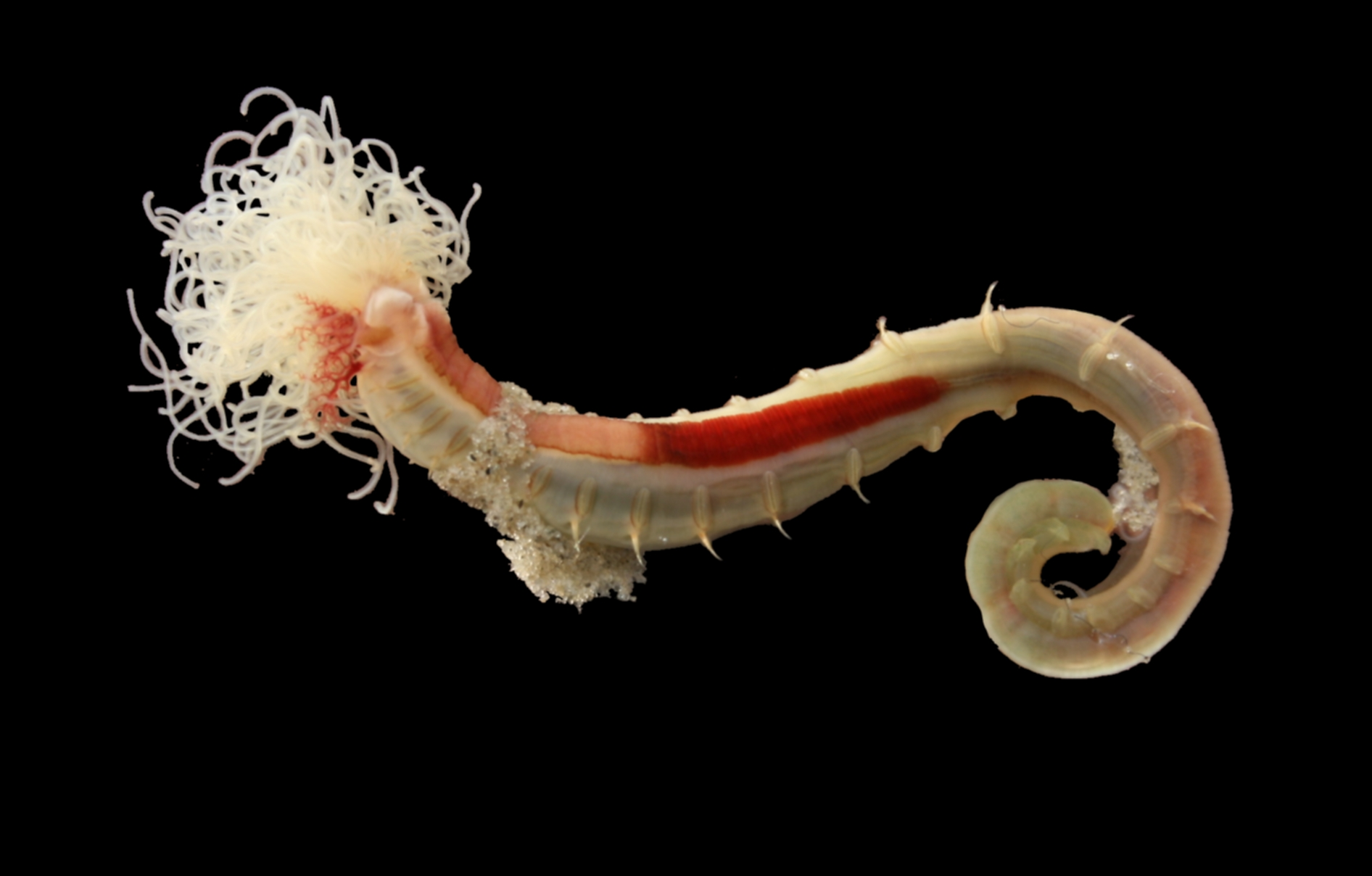
Lanice conchilega
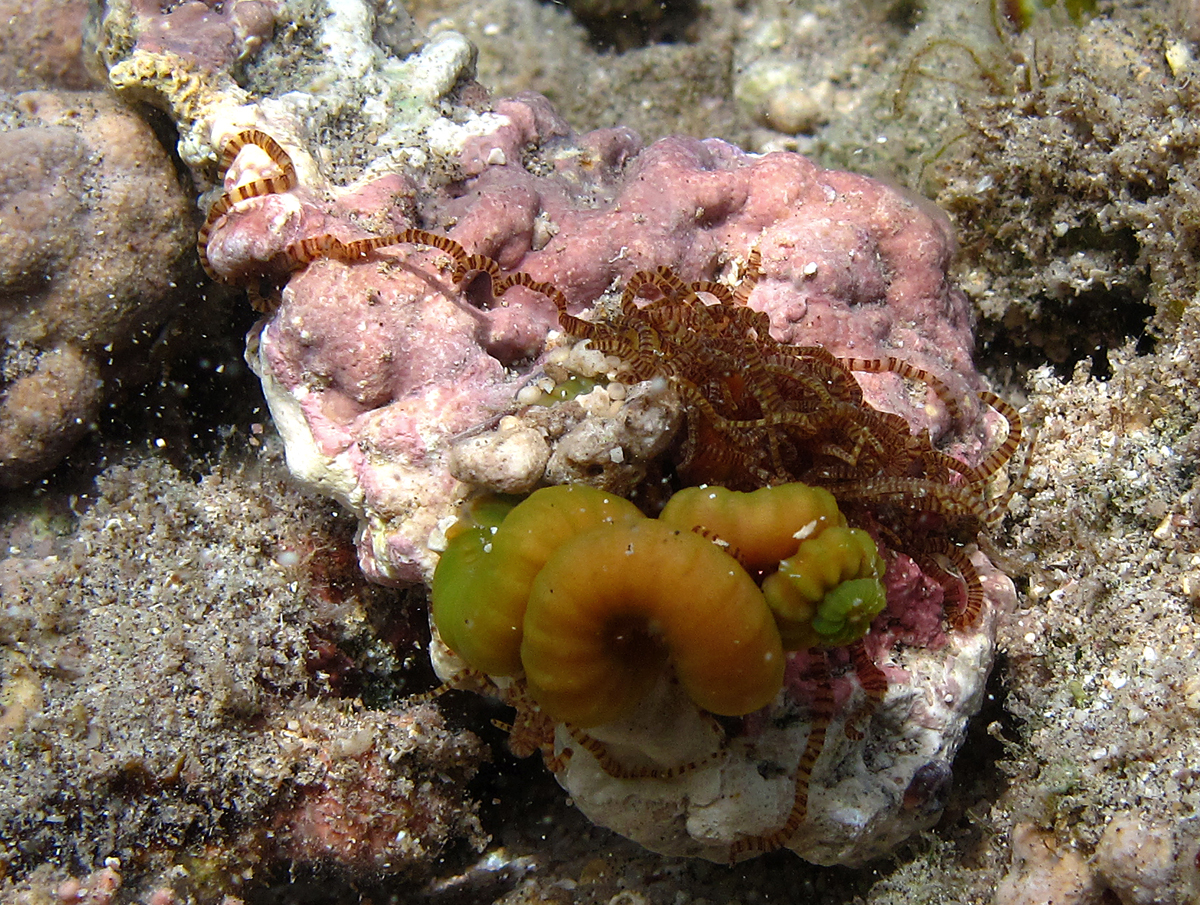
Loima sp.
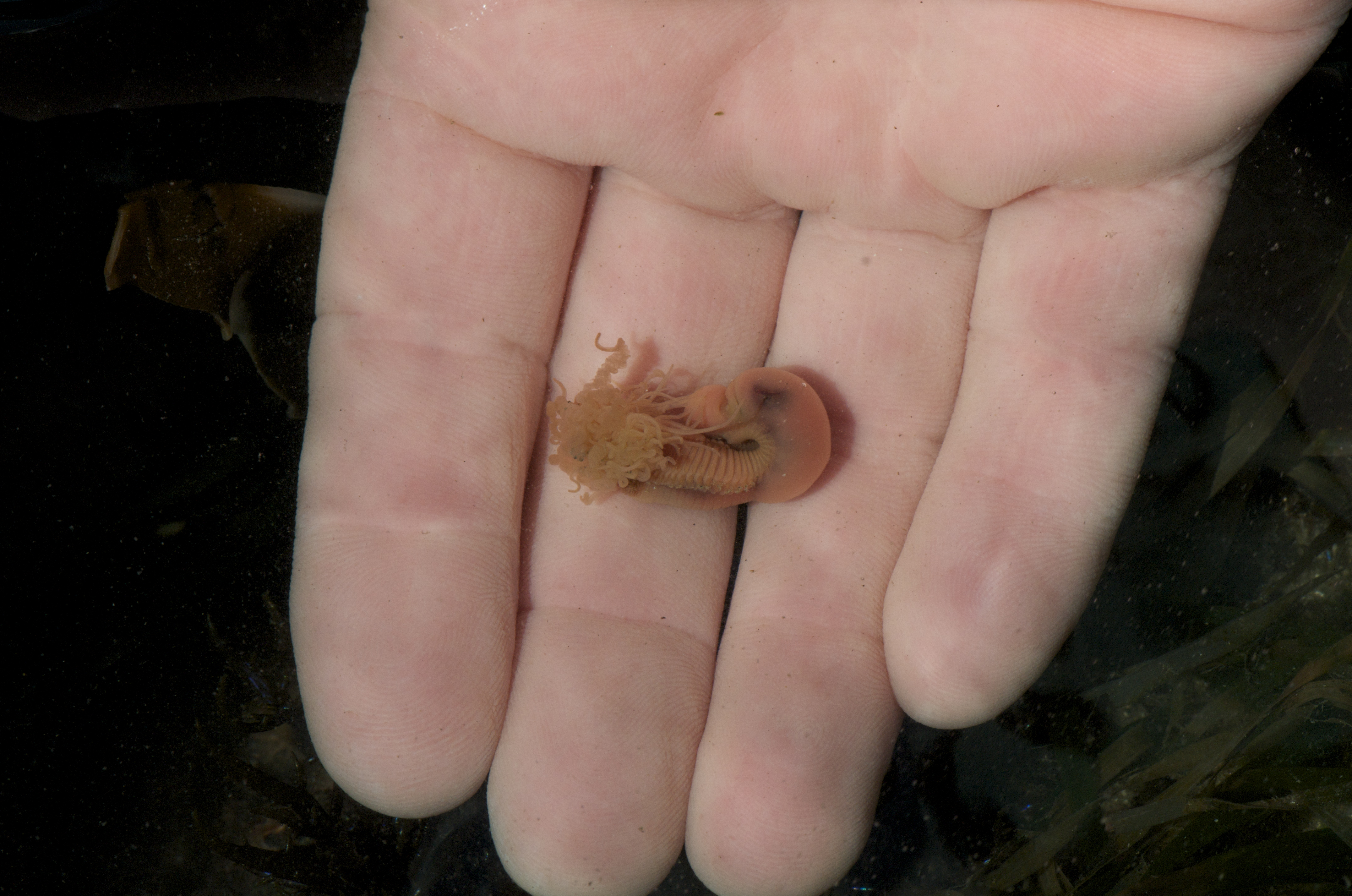
Thelepus cincinnatus

## Систематика
Известно 70 родов и более 650 видов. Семейство Trichobranchidae было впервые образовано в 1846 году.
- подсемейство Polycirrinae Malmgren, 1867
  - Amaeana Hartman, 1959
  - Biremis Polloni, Rowe & Teal, 1973
  - Enoplobranchus Verrill, 1879
  - Hauchiella Levinsen, 1893
  - Lysilla Malmgren, 1866
  - Polycirrus Grube, 1850
- подсемейство Terebellinae Malmgren, 1867
  - Amphitrite O.F. Müller, 1771
  - Amphitritides Augener, 1922
  - Arranooba Hutchings & Glasby, 1988
  - Artacama Malmgren, 1866
  - Articulatia Nogueira, Hutchings & Amaral, 2003
  - Axionice Malmgren, 1866
  - Baffinia Wesenberg-Lund, 1950
  - Bathya Saint-Joseph, 1894
  - Betapista Banse, 1980
  - Colymmatops Peters, 1855
  - Eupistella Chamberlin, 1919
  - Eupolymnia Verrill, 1900
  - Hadrachaeta Hutchings, 1977
  - Hutchingsiella Londono-Mesa, 2003
  - Lanassa Malmgren, 1866
  - Lanice Malmgren, 1866
  - Lanicides Hessle, 1917
  - Lanicola Hartmann-Schröder, 1986
  - Laphania Malmgren, 1866
  - Leaena Malmgren, 1866
  - Loimia Malmgren, 1865
  - Longicarpus Hutchings & Murray, 1984
  - Morgana Nogueira & Amaral, 2001
  - Neoamphitrite Hessle, 1917
  - Neoleprea Hessle, 1917
  - Nicolea Malmgren, 1866
  - Opisthopista Caullery, 1944
  - Paralanice Caullery, 1944
  - Paramphitrite Holthe, 1976
  - Paraxionice Fauchald, 1972
  - Phisidia Saint-Joseph, 1894
  - Pista Malmgren, 1866
  - Pistella Hartmann-Schröder, 1996
  - Polymniella Verrill, 1900
  - Proclea Saint-Joseph, 1894
  - Pseudopista Hutchings & Smith, 1997
  - Pseudoproclea Hutchings & Glasby, 1990
  - Ramex Hartman, 1944
  - Reteterebella Hartman, 1963
  - Scionella Moore, 1903
  - Scionides Chamberlin, 1919
  - Spinosphaera Hessle, 1917
  - Spiroverma Uchida, 1968
  - Stschapovella Levenstein, 1957
  - Terebella Linnaeus, 1767
  - Terebellanice Hartmann-Schröder, 1962
  - Terebellobranchia Day, 1951
  - Tyira Hutchings, 1997
- подсемейство Thelepodinae Hessle, 1917
  - Decathelepus Hutchings, 1977
  - Euthelepus McIntosh, 1885
  - Glossothelepus Hutchings & Glasby, 1986
  - Parathelepus Caullery, 1915
  - Pseudoampharete Hartmann-Schröder, 1960
  - Pseudostreblosoma Hutchings & Murray, 1984
  - Pseudothelepus Augener, 1918
  - Rhinothelepus Hutchings, 1974
  - Streblosoma Sars, 1872
  - Telothelepus Day, 1955
  - Thelepides Gravier, 1911
  - Thelepus Leuckart, 1849